# Bokermannohyla oxente
Bokermannohyla oxente é uma espécie de anfíbio da família Hylidae. Endêmica do Brasil, pode ser encontrada nos municípios de Lençóis, Mucugê, Andaraí, Palmeiras e Rio de Contas, no estado da Bahia.